# 한광고등학교 (경기)
한광고등학교(韓光高等學校)는 대한민국 경기도 평택시 비전동에 위치한 사립 고등학교이다.

## 학교 연혁
- 1955년 3월 24일 : 학교법인 한광학원 설립 인가
- 1955년 4월 9일 : 한광중학교 설립 인가
- 1963년 1월 9일 : 한광고등학교 남녀 6학급 설립 인가
- 1963년 3월 1일 : 초대 홍성영 교장 취임
- 1968년 1월 9일 : 한광고등학교 남녀 공학 분리
- 1974년 3월 3일 : 중·고 경영 분리
- 1980년 10월 30일 : 학급 증설(30학급)
- 1990년 10월 23일 : 청계관 준공
- 2007년 3월 31일 : 다명관(청계학사) 준공
- 2009년 2월 10일 : 학교법인 청계학원 변경 인가
- 2010년 5월 17일 : 운동장개선조경공사 준공
- 2022년 1월 7일 : 제57회 졸업식 (졸업생 총수 20.042명)
- 2022년 9월 1일 : 제10대 김달희 교장 취임

## 참고 자료
- 한광고등학교 - 한국교육학술정보원 학교알리미